# Maurice Barreau
Pour les articles homonymes, voir Barreau.
Maurice Barreau est un footballeur français né le 13 septembre 1939 à Cuq en Lot-et-Garonne. Il évoluait au poste de gardien de but.

## Biographie
Il a été la doublure et le successeur de Dominique Colonna au Stade de Reims. Il participe à deux matches de Coupe d'Europe des clubs champions en 1962-1963.
Il a entraîné en 1980-1981 l'AS Beauvais, club dont il a été le gardien et le capitaine.

## Carrière de joueur
- Stade de Reims (1961-1964) (54 matches en Division 1 et 4 matches en Division 2)
- AS Beauvais (1965-1975) (Division 3 groupe Nord)[1]

## Palmarès
Stade de Reims
- Champion de France en 1962
- Vice-champion de France en 1963